# Kalynivka (Vinnycká oblast)
Kalynivka (ukrajinsky Калинівка, rusky Калиновка, Kalinovka) je město ve Vinnycké oblasti na Ukrajině. Leží na říčce Žerd zhruba čtyřiadvacet kilometrů severně od Vinnycji, hlavního města oblasti. Žije zde přibližně 18 tisíc obyvatel.

## Dějiny
První písemná zmínka je z roku 1774. V roce 1935 se Kalynivka stala sídlem městského typu.
Žila zde početná židovská komunita. Během německé okupace za druhé světové války byli Židé drženi v místním ghettu. V květnu 1942 byly stovky Židů zavražděny při masové popravě příslušníky Einsatzgruppen.
V roce 1979 se stala Kalynivka městem.
V blízkosti města se nachází jeden z největších muničních skladů na Ukrajině, kde je uloženo až 188 tisíc tun munice. 27. září 2017 zde došlo k několika velkým výbuchům, po nichž bylo více než 30 000 obyvatel z oblasti evakuováno. Byl uzavřen vzdušný prostor v okruhu 50 kilometrů.
Byla odkloněna i část železniční dopravy a některé silnice v regionu uzavřeny.